# Sorell (ort)
Sorell är en förort till Hobart i Australien. Den ligger i kommunen Sorell och delstaten Tasmanien, i den sydöstra delen av landet, omkring 22 kilometer nordost om delstatshuvudstaden Hobart. Antalet invånare är 1 546.
Närmaste större samhälle är Howrah, omkring 17 kilometer sydväst om Sorell. 
Trakten runt Sorell består i huvudsak av gräsmarker. Runt Sorell är det ganska glesbefolkat, med 35 invånare per kvadratkilometer. Genomsnittlig årsnederbörd är 619 millimeter. Den regnigaste månaden är november, med i genomsnitt 79 mm nederbörd, och den torraste är augusti, med 37 mm nederbörd.